# Geoskusea
Geoskusea is een muggengeslacht uit de familie van de steekmuggen (Culicidae).

## Soorten
- G. baisasi (Knight & Hull, 1951)
- G. becki (Belkin, 1962)
- G. daggyi (Stone & Bohart, 1944)
- G. fimbripes (Edwards, 1924)
- G. kabaenensis (Brug, 1939)
- G. longiforceps (Edwards, 1929)
- G. lunulata (King & Hoogstraal, 1946)
- G. perryi (Belkin, 1962)
- G. timorensis (Miyagi, Toma & Lien, 2004)
- G. tonsa (Edwards, 1924)